# Günther Jachmann
Günther Jachmann (* 10. Mai 1887 in Gumbinnen; † 17. September 1979 in Köln) war ein deutscher klassischer Philologe, der als Professor in Göttingen (1917–1922), Greifswald (1922), Basel (1922–1925) und Köln (1925–1952) wirkte. Als Forscher beschäftigte er sich mit der Textkritik verschiedener lateinischer und griechischer Autoren, mit der Linguistik des Altlateins und der Erklärung der Epen Homers.

## Leben
Jachmann stammte aus einer ostpreußischen Beamten- und Gelehrtenfamilie. Sein Vater war der Oberregierungsrat Bernhard Jachmann, seine Mutter war Margarete geb. Tiessen. Günther besuchte das Joachimsthalsche Gymnasium in Berlin und begann 1905 ein Studium der klassischen Philologie an der Universität Göttingen, wo seine Lehrer Friedrich Leo, Eduard Schwartz und Jacob Wackernagel waren. Abgesehen von einem Semester in Bonn bei Franz Bücheler (1906) verbrachte Jachmann sein ganzes Studium in Göttingen. In Bonn wurde er Mitglied des Philologischen Vereins Bonn im Naumburger Kartellverband. 1909 wurde er bei Friedrich Leo mit dem Prädikat „summa cum laude“ promoviert. Seine Dissertation befasste sich mit den Didaskalien des Aristoteles. Von 1909 bis 1912 war er als Assistent am Thesaurus Linguae Latinae in München tätig und habilitierte sich 1912 in Marburg.
Von 1914 bis 1917 war Jachmann Zweiter Redaktor des Thesaurus Linguae Latinae und erhielt 1917 eine planmäßige außerordentliche Professur in Göttingen. Nachdem er von September bis Dezember 1918 kurzzeitig an der Landesuniversität Dorpat gelehrt hatte, kehrte er nach Göttingen zurück und wurde dort 1921 zum persönlichen Ordinarius ernannt. 1922 ging er als ordentlicher Professor nach Greifswald und wechselte noch im selben Jahr als Nachfolger von Johannes Stroux an die Universität Basel. Seine Lebensstellung nahm er mit dem Ruf auf den neuerrichteten Lehrstuhl für lateinische Philologie an der Universität zu Köln ein, wo er bis zu seiner Emeritierung 1952 blieb. Einen Ruf an die Leipziger Universität als Nachfolger Richard Heinzes (1930) lehnte er ab. Während der Zeit des Nationalsozialismus erging 1935 eine inoffizielle Voranfrage an Jachmann, ob er bereit sei, beim etwaigen Weggang von Johannes Stroux dessen Platz an der Münchner Universität einzunehmen. Jachmann lehnte wegen der regimetreuen Atmosphäre in München ab.

## Leistungen
Jachmann hat in der klassischen Philologie besonders auf dem Gebiet der Textkritik und der Erforschung des Altlateins gewirkt. Er beschäftigte sich mit der Überlieferungsgeschichte einzelner Autoren und Werke, darunter Terenz’, der Aeneis, Properz’, Ausonius’, Juvenals, Homers und Platons. Zur Sicherung seiner Wiederherstellungsversuche der ursprünglichen Textgestalt zog er in steigendem Maße Papyri heran. Größere Problemfälle behandelte er eingehend in gesonderten Abhandlungen (Grundlagen der Ausoniuskritik, 1941; Studien zu Juvenal, 1943). Neben seinen textkritischen Ansätzen bemühte sich Jachmann auch, die Originalität der lateinischen Autoren gegenüber ihren griechischen Vorbildern hervorzuheben. Davon zeugt schon seine Antrittsvorlesung in Köln (1926).
Im altlateinischen Bereich hat er sich um Probleme der historischen Sprachforschung (wie der Jambenkürzung) verdient gemacht und die nicht überlieferten griechischen Vorbilder der plautinischen und terentianischen Komödien erforscht. Seine Studien auf diesen Gebieten sind größtenteils bis heute gültig. Seine Arbeiten zu Terenz wurden von Ulrich Knoche fortgeführt.
Nach dem Zweiten Weltkrieg beschäftigte sich Jachmann verstärkt mit der Homerforschung. In seiner Abhandlung Homerische Einzellieder wandte er sich gegen die Standpunkte Ernst Howalds und Wolfgang Schadewaldts und hat mit seinem analytischen Ansatz sowohl Ablehnung als auch Zustimmung erfahren. Denselben Themenkreis bearbeitete er auch in seinem Der homerische Schiffskatalog und die Ilias.
Dass Jachmann sich jahrzehntelang auf Wortphilologie beschränkte, brachte ihm auch Kritik ein. Seinen Kritikern entgegnete er humorvoll, es seien schon ganz andere als er an der lues Jachmanniana (Jachmannschen Krankheit) erkrankt.
Jachmanns Privatbibliothek (2.500 Bände) mit zahlreichen eigenhändigen Marginalien ist heute im Besitz der Universitätsbibliothek Wuppertal. Der restliche Nachlass, der Manuskripte, Korrespondenz und Lebensdokumente umfasst, befindet sich in der Bayerischen Staatsbibliothek (Signatur: Ana 466).

## Auszeichnungen und Mitgliedschaften
- Ehrendoktorwürde der Universität Rom (1956)
- Großes Bundesverdienstkreuz (1967)
- korrespondierendes Mitglied der Akademie der Wissenschaften zu Göttingen (1935)
- korrespondierendes Mitglied der Akademie der Wissenschaften zu Berlin (1947)
- ordentliches Mitglied der Arbeitsgemeinschaft für Forschung des Landes Nordrhein-Westfalen (später Nordrhein-Westfälischen Akademie der Wissenschaften) (1953)
- Ehrenmitglied der Academia Properziana Assisi (1957)
- Accademia di Scienze e Lettere Mailand (1960)
- Academia Virgiliana Mantua (1963)
- auswärtiges Mitglied der Accademia dei Lincei (1969)